# Redsjösjön
Redsjösjön är en sjö i Hudiksvalls kommun i Hälsingland och ingår i Nianåns huvudavrinningsområde. Sjön är 10 meter djup, har en yta på 1,32 kvadratkilometer och befinner sig 111 meter över havet. Sjön avvattnas av vattendraget Pockeboån (Bäckmorån).

## Delavrinningsområde
Redsjösjön ingår i det delavrinningsområde (683077-155359) som SMHI kallar för Utloppet av Redsjösjön. Medelhöjden är 159 meter över havet och ytan är 10,77 kvadratkilometer. Det finns inga avrinningsområden uppströms utan avrinningsområdet är högsta punkten. Pockeboån (Bäckmoraån) som avvattnar avrinningsområdet har biflödesordning 2, vilket innebär att vattnet flödar genom totalt 2 vattendrag innan det når havet efter 15 kilometer. Avrinningsområdet består mestadels av skog (84 procent). Avrinningsområdet har 1,28 kvadratkilometer vattenytor vilket ger det en sjöprocent på 11,8 procent.